# BEAT (河村隆一の曲)
『BEAT』（ビート）は、河村隆一の3枚目のシングル。1997年7月18日にgai RECORDSから発売。

## 概要
NHK『ポップジャム』オープニングテーマ。第30回日本有線大賞「最多リクエスト歌手賞」受賞作品。売上は77.8万枚を記録し、前作「Glass」に次いで2番目のヒットとなっている。
歌詞カードの背景には、フェラーリと思われる自動車のステアリングが描かれている。ミュージック・ビデオでは、最後に河村が助手席に少女を乗せてフェラーリ（ナンバーは「品川34 む 90-67」）を運転しているシーンで締め括る。

## メディアでの引用
『とんねるずのみなさんのおかげでした』のコーナー「ほんとのうたばん」にてとんねるずの木梨憲武により、「BEAT」のMVのパロディが作られたことがある。実際のミュージック・ビデオには、4人の成人女性と小学校低学年と思わしき少女が登場するが、そのエキストラが全て女装した番組男性スタッフに摩り替えられており、最後は木梨扮する河村がエビフライになるというオチだった。観賞していたとんねるずと本人は爆笑していたが、石橋貴明は「くだらねぇな」と本気で笑いながらも呆れた様子だった。

## 収録曲
全曲 作詞・作曲：河村隆一　編曲：河村隆一・難波正司
1. BEAT (4:22)
2. KI SE KI (4:05)
3. BEAT (piano version) (7:05)

## カバー
- Say a Little Prayer - 1998年8月5日発売のアルバム『like』にてカバー。
- ZUCK - 2011年11月23日発売のコンピレーションアルバム『CRUSH!2 -90's V-Rock best hit cover songs-』にてカバー。